# نمودار فشار حجم
نمودار فشار-حجم(به انگلیسی: Pressure volume diagram) که با نام نمودار P-V نیز شناخته می شود، یک نمودار ترمودینامیکی است که برای توصیف تغییرات حجم و فشار در یک سیستم ترمودینامیکی یا یک چرخه ترمودینامیکی کاربرد دارد.این نمودار در قرن 18 میلادی وب برای توصیف موتورهای بخار رشد و گسترش یافت.

## نگارخانه